# ساياكا أيدا
ساياكا أيدا (باليابانية: 相田さやか) مواليد 9 مارس 1975، هي مؤدية أصوات يابانية.

## الأدوار

### مسلسلات أنمي
- ناروتو
- بي بليد

## روابط خارجية
- ساياكا أيدا على موقع IMDb (الإنجليزية)
- ساياكا أيدا على موقع ميوزك برينز (الإنجليزية)
- ساياكا أيدا على موقع قاعدة بيانات الفيلم (الإنجليزية)
- ساياكا أيدا على موقع ANN person (الإنجليزية)